# Jüdischer Friedhof (Müntz)

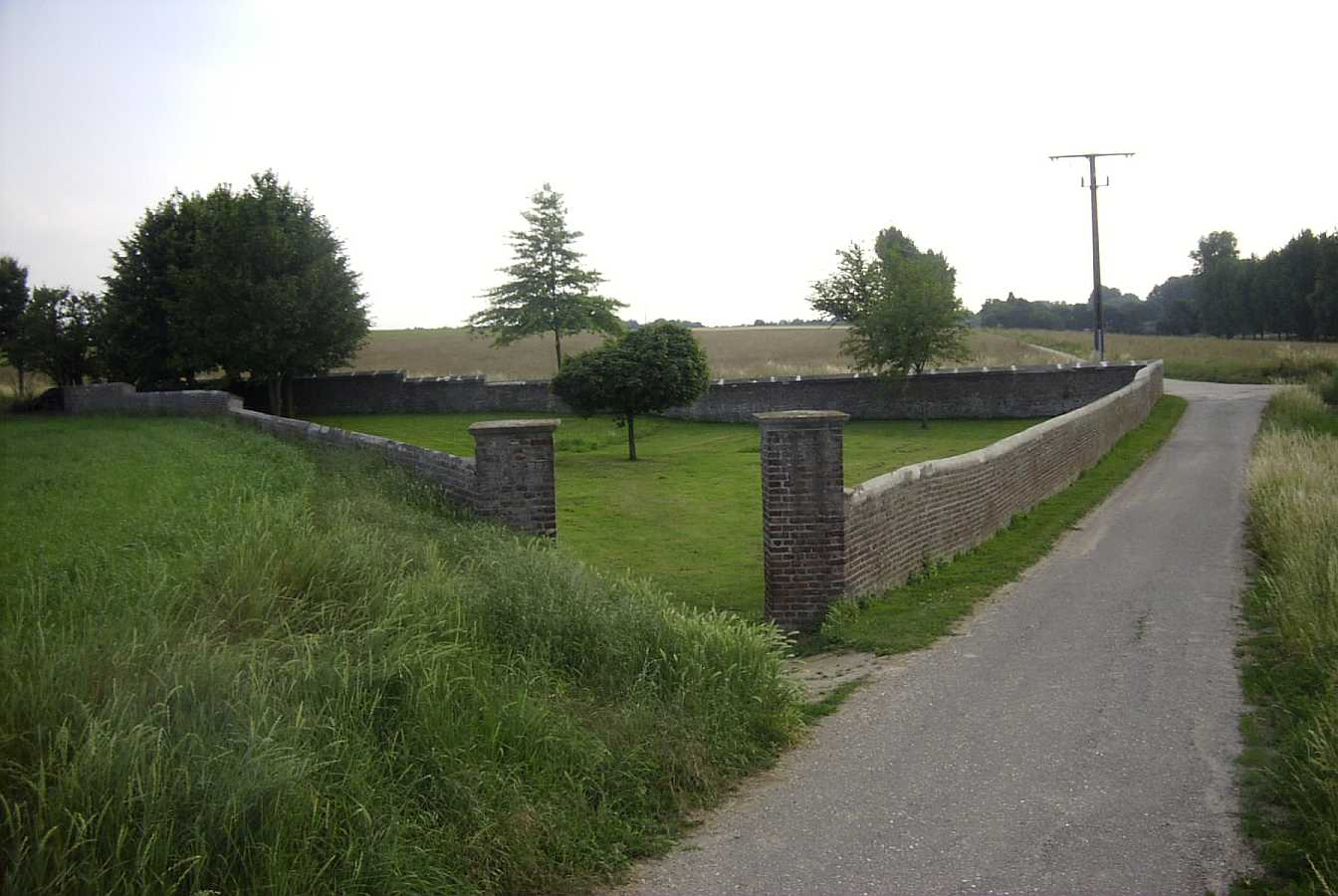
Jüdischer Friedhof in Müntz, vorübergehend ohne Grabsteine

Der Jüdische Friedhof Müntz ist ein jüdischer Friedhof in Müntz, einem Ortsteil der Gemeinde Titz im Kreis Düren in Nordrhein-Westfalen. Er liegt im Malefinkbach-Tal in der Ackerflur Am Bruch.

## Geschichte
Um 1765 ist der erste jüdische Bewohner in Müntz nachgewiesen. Die seit 1848 zum Synagogenbezirk Jülich gehörende jüdische Gemeinde zählte um 1860 48 Personen, 1885 noch 26, 1911 15 und 1933 nur noch vier Mitglieder. Eine Synagoge wurde 1845/46 neu erbaut, 1938 wurde der Innenraum vernichtet. Das Gebäude wurde 1956 abgerissen.
Die jüdische Gemeinde Müntz errichtete einen eigenen Friedhof, der zwischen 1870 und 1927 belegt wurde. In der NS-Zeit wurde der Begräbnisplatz schwer beschädigt, die Grabsteine wurden zum Teil im Straßenbau und als Treppenstufen verwandt. Die verbliebenen Grabsteine wurden nach dem Krieg in zwei Reihen gegenübergestellt und Fragmente in einer Ecke gelagert. In der Folgezeit waren sie immer wieder Ziel von Zerstörungen.
Im Jahr 1986 säuberten Schüler der Gemeinschaftshauptschule Titz den Friedhof, hierbei fanden sie weitere acht Fragmente, zum Abschluss erstellten sie eine Dokumentation. 2002 wurden die Grabsteine umgelagert. Die Gemeinde Titz, Denkmalschutz und der Landesverband der Jüdischen Gemeinden von Nordrhein, der mittlerweile Eigentümer ist, beschlossen, sie sicherzustellen. 

Jüdischer Friedhof von Unwetter schwer beschädigt

 2008 zerstörte dann – hervorgerufen durch ein Unwetter – eine Sturzflut aus der höherliegendem Ackerflur die Friedhofsmauer. Die Mauer wurde erneuert und teilweise durch einen Metallzaun ersetzt.
Im Jahr 2013 erfolgte durch einen Steinmetz die Wiederaufstellung; zehn Grabsteine an der östlichen Mauerseite und neun Fragmente an der westlichen Mauerseite. Bei den Fragmenten handelt es sich um drei rechteckige Sockel (zwei flache und ein hoher Sockel), zwei runde Giebel mit Akroterien und vier flache Zeltdächer mit einer Zinnenverzierung. 
Am 14. November 2013 veranstaltete die Gemeinde Titz ihre Gedenkveranstaltung zur Reichspogromnacht am jüdischen Friedhof Müntz und am ehemaligen Standort der Synagoge (Raiffeisenstraße). Anschließend wurde eine kleine Ausstellung in der Bürgerhalle präsentiert.